# آي بي 3 الدولية
آي بي 3 الدولية هي شركة تكنولوجيا نووية تأسست في يونيو 2016. تضمن أحد المشروعات خطة لنقل التكنولوجيا النووية من الولايات المتحدة إلى المملكة العربية السعودية.

## الشخصيات البارزة
- كيث ب. ألكسندر، مُؤسس ومُدير، وجنرال مُتقاعد بالجيش، والمدير السابق لـ وكالة الأمن القومي.[2]
- لارس بتلر، مُدير ومؤسس ألعاب عالم تريون.
- جيمس كارترايت، مُدير مُتقاعد، جنرال مشاة بحرية، أعفاه من منصبه الرئيس الأمريكي باراك أوباما بعد إقراره بالذنب ل تسريب معلومات سرية.
- جاك كين، مؤسس ومدير مُتقاعد بالجيش.
- روبرت مكفارلين، مؤسس ومُدير، ضابط مُتقاعد في فيلق مشاة البحرية، أعفاه من منصبه الرئيس جورج بوش بعد إقراره بالذنب لتورطه في قضية إيران - كونترا.
- إريك تي. أولسون، مُدير، عميد بحري مُتقاعد، عضو سابق في نافي سيلز.
- مايك روجرز، مُدير، وممثل الكونغرس الجمهوري السابق عن ميشيغان.
- فرانسيس تاونسيند، مُدير، مستشار سابق في الأمن الداخلي الأمريكي، محام سابق في وزارة العدل.
- ميشيل جي. والاس، مُدير ورئيس السابق لشركة كهرباء، وعضو المجلس الاستشاري الوطني للبنية التحتية، وعضو مركز الدراسات الإستراتيجية والدولية.

ميشيل فلين وصف نفسه بأنه مُستشارًا لـIP3، وهو ما نفته الشركة لاحقًا. تعترف الشركة بأن لديها علاقة مع فلين وأن بعض المسؤولين في الشركة كانوا جزءًا من ACU Strategic Partners، لكن لديهم اختلافات مع الشراكة الروسية التي دعا إليها شريكها الإداري وهو أليكس كوبسون.

## ترامب والجدل مع الإدارة
خلال الحملة الرئاسية الأمريكية 2016 لـ دونالد ترامب، شارك مساعدو ترامب مايكل فلين وجاريد كوشنر في الترويج لخطة شركة آي بي 3 الدولية لنقل التكنولوجيا النووية من الولايات المتحدة إلى المملكة العربية السعودية، لاستخدامها في مشروع مشترك بين الولايات المتحدة وروسيا، في انتهاك محتمل لـ قانون الطاقة الذرية. في يناير 2017، ديريك هارفي، وهو ضابط مخابرات مُتقاعد، وموظف سابق لديفيد بتريوس، في وقتها كان موظف في مجلس الأمن القومي بقيادة مايكل فلين، دعا إلى خطة المبيعات النووية IP3. استمر هارفي في التحدث مع مايكل فلين «كل ليلة» حتى بعد استقالة فلين.
في فبراير 2019، أصدر رئيس لجنة الإشراف والإصلاح بمجلس النواب في الولايات المتحدة إليجاه كومينقس تقريرًا حول هذه المسألة، استنادًا إلى شهادة من مُخبرين داخل البيت الأبيض. وأصدرت لجنة الرقابة في مجلس النواب تقريرًا مؤقتًا عن الموظفين المؤقتين ووثائق داعمة لها في يوليو 2019، مع إبراز «المعيار الذهبي» للانتشار النووي. كما أبلغت عن الضغط الذي قام به فلين وبراك وإحاطات إعلامية لأعضاء البيت الأبيض بمن فيهم الرئيس ترامب، جاريد كوشنر، جاري كون، مايك بومبيو، وريك بيري.